# Pieter Bulling
Pieter Bulling (Invercargill, 2 de març de 1993) és un ciclista de Nova Zelanda, especialista en pista. Del seu palmarès destaquen tres medalles, una d'elles d'or, en els Campionats del món de persecució per equips.

## Palmarès en pista
- 2013
  - Campió d'Oceania en Persecució per equips, amb Aaron Gate, Dylan Kennett i Marc Ryan
- 2015
  -  Campió del món en Persecució per equips, amb Alex Frame, Dylan Kennett, Regan Gough i Marc Ryan